# ザ・ビーチ選手権大会
ザ・ビーチ選手権大会（The Beach）は日本で開催されているビーチスポーツの競技会である。

## 概略
2001年に第1回開催。毎年夏に神奈川県藤沢市鵠沼海岸で行われる。2002年から2004年まではグレーター・トウキョウ・フェスティバルにて行われた。
8人1組でチームを結成して参加。参加チーム全選手がビーチバレー、ビーチフラッグス、ビーチサッカー、ビーチ綱引のすべての種目に挑戦し、

ビーチスポーツ日本一を決定する。
2018年は24チームが参加。

## 大会概要
下記の内容は2019年開催要項に基く。
- タイトル

THE BEACH 20XX（ザ・ビーチ20XX、20XXは西暦が入る）
- 会場

神奈川県藤沢市鵠沼海岸（ビーチスポーツ＆レクリエーションゾーン）
- 会期

9月7日（2019年大会）
- 主催

ザ・ビーチ実行委員会、公益財団法人藤沢市みらい創造財団
- 共催

日本ビーチバレーボール連盟、日本ライフセービング協会
- 後援

藤沢市、神奈川県サッカー協会、 藤沢市観光協会、かながわ海岸美化財団
- 特別協力

日本綱引連盟

## 歴代優勝者
- 2001年 招待チーム・スペシャル3(須田芳正・藤田秀行・孫政郁・大村悟・石坂有紀子・小室亜希・松本美由紀・片野真希)
- 2002年 KLB・FOVA
- 2003年 チーム美香(佐伯美香、小室亜紀、本多さかえ、真壁美穂、濱島徹也、楊成太、松本慶彦、佐藤和伯)
- 2004年 KLB・FOVA 2004 スペシャル
- 2005年 KLB・FOVA
- 2006年 ヨーコ&遊佐
- 2007年 KLB・FOVAザ・ビーチスペシャル
- 2008年 KLB・FOVA
- 2009年 KLB・FOVA

- 2014年 KLB・FOVA
- 2015年 みらぞう
- 2016年 ちーむかわせみ
- 2017年 ダークホースII
- 2018年 FRIENDS